# Aslan Dashayev
Aslan Abdusalayevich Dashayev (tiếng Nga: Аслан Абдусалаевич Дашаев; sinh ngày 19 tháng 2 năm 1989) là một cầu thủ bóng đá người Nga thi đấu cho FC Avangard Kursk.

## Sự nghiệp
Dashayev ra mắt chuyên nghiệp cho F.K. Terek Grozny vào ngày 13 tháng 7 năm 2010 trong trận đấu tại Cúp quốc gia Nga trước F.K. Luch-Energiya Vladivostok.
Anh thi đấu trong trận Chung kết Cúp bóng đá Nga 2017-18 cho FC Avangard Kursk vào ngày 9 tháng 5 năm 2018 tại Volgograd Arena với thất bại 2-1 trước đội vô địch F.K. Tosno.